# Morgan Stevens
Morgan Stevens, född 16 oktober 1951 i Knoxville, Tennessee, död 26 januari 2022 i Los Angeles, var en amerikansk skådespelare som spelade rollen som läraren David Reardon under den andra säsongen av TV-serien Fame.

## Filmografi

### Filmer
- 1983 - En doft av flärd -  Robert Spencer
- 1987 - Rosor är för de rika - Brian Osborne

### TV-serier
- Airwolf - J.J. Hollis, 1 avsnitt
- Ett år i vårt liv - Jack Gardner
- Fame - David Reardon, 25 avsnitt
- MacGyver - Michael Simmons, 1 avsnitt
- Magnum P.I. - Dan Wolf, 1 avsnitt
- Melrose Place - Nick Diamond, 6 avsnitt
- Mord och inga visor - Nick Fulton, 3 avsnitt
- Walker, Texas Ranger - Max Henson, 1 avsnitt